# Tarec Saffiedine
Tarec Robert Saffiedine (6 september 1986) is een Belgische MMA-vechter die actief is in de weltergewichtdivisie van de UFC. Voordat de organisatie Strikeforce werd overgenomen door de UFC was Saffiedine daar de laatste kampioen in het weltergewicht. Eerder kwam hij uit voor onder andere de organisaties Dream, Shark Fights en Shooto.

## Achtergrond
De vader van Saffiedine is van Libanese afkomst. Deze emigreerde naar Finland om oftalmologie te studeren. Zijn moeder is van Belgische komaf. Saffiedine groeide op in de wijk Sint-Lambrechts-Woluwe in Brussel en beoefende judo, kungfu, karate en taekwondo. Hij begon op zijn zestiende met shihaishinkai karate, een stijl waarbij naast trappen en stoten ook worpen en grondtechnieken worden geleerd, en in 2005 behaalde hij de zwarte band. Als amateurkickbokser won hij twaalf keer, verloor eenmaal en kampt eenmaal gelijk. Later ging hij BJJ en muay thai beoefenen en uiteindelijk MMA. In het begin van zijn MMA-carrière had hij verschillende bijbaantjes, waaronder in een restaurant, in een bioscoop, als tuinman en als beveiliger. In januari 2008 verhuisde hij naar Temecula, Californië in de Verenigde Staten en ging hij ook trainen in het worstelen. Zijn trainers bij MMA-school Team Quest gaven hem de bijnaam Sponge (spons) omdat hij nieuwe technieken zeer snel in zich opneemt.

## Vechtstijl
Saffiedine is een vechter die niet direct voor de knock-out gaat, maar met zijn kickboks- en muay thai-vaardigheiden zijn tegenstanders op afstand houdt en steeds verder uit balans haalt. In Amerika wordt dit ook wel 'sprawl-and-brawl' genoemd; hierbij wordt er vooral gefocust op stoten en trappen (brawl) en het tegenhouden van takedowns (sprawl). Wanneer zijn tegenstander verzwakt raakt door alle stoten en trappen, probeert Saffiedine een knock-out of submission (verwurging of klem) te behalen. Hij staat vooral bekend om het gebruik van low kicks waarbij de tegenstander na verloop van tijd moeite heeft om op zijn benen te staan. Dankzij deze techniek wist hij Nate Marquardt en Hyun Gyu Lim te verslaan.

## MMA-carrière

### Begin
Saffiedine maakte zijn professionele MMA-debuut in maart 2007 tegen Guillaume Janvier en won via een armklem (kimura of gyaku ude-garami). In datzelfde jaar vocht hij nog driemaal en wist er twee van de drie te winnen. Daarna verhuisde hij naar de Verenigde Staten en ging trainen bij Team Quest onder leiding van oud-vechter Matt Lindland. Op 27 juni 2008 maakte hij zijn debuut in Noord-Amerika bij Ultimate Cage Wars 12 in Canada en versloeg tegenstander Rich Bondoc met een armklem (armbar of Ude-hishigi-juji-gatame). In 2009 vocht hij nog twee keer in de V.S. en won beide gevechten via respectievelijk hoofd- en armverwurging (kata-gatame) en americana (ude-garami).

### DREAM
In datzelfde jaar ging Saffiedine vechten voor de Japanse organisatie Dream en vocht daar twee keer. Zijn eerste gevecht was tegen Seichi Ikemoto bij DREAM 10: Welterweight Grand Prix 2009 Final. Hij deed niet mee met het Grand Prix-toernooi maar was wel een reserve. Hij won het gevecht via een unanieme jurybeslissing. Daarna verving hij op korte termijn voormalig WEC-kampioen Paulo Filho om tegen Yoon Dong-Sik te vechten tijdens Dream 12. Dit gevecht was in de middelgewichtdivisie, één gewichtsklasse zwaarder dan waar Saffiedine normaal gesproken in vocht. Hij verloor via een split decision.

### Strikeforce
Na zijn avontuur in Japan ging Saffiedine weer terug naar de V.S. en tekende een contract bij Strikeforce, op dat moment de een na grootste MMA-organisatie ter wereld. Zijn eerste wedstrijd was tegen James Terry tijdens Strikeforce Challengers: Kaufman vs. Hashi. Terry was geoefend worstelaar maar hij kon het gevecht niet naar de grond krijgen. Saffiedine gebruikte zijn kickboksvaardigheden om zijn tegenstander op afstand te houden en in de derde ronde bloedde Terry flink vanwege een snee onder zijn linkeroog. De juryleden scoorden de wedstrijd allen met 30-27 in het voordeel van Saffiedine.
Zijn volgende tegenstander was Nate Moore tijdens Strikeforce Challengers: Lindland vs. Casey op 21 mei 2010. Ook Moore probeerde worsteltechnieken toe te passen maar kon ook goed meekomen in het staande gevecht. In de tweede ronde wist Saffiedine hem knock-out te slaan.
Voor zijn volgende gevecht werd hij uitgeleend aan Shark Fights en stond hij tegenover Brock Larson bij Shark Fights 13 op 11 september 2010. Het gevecht kwam na een minuut op gang en Saffiedine raakte Larson met een harde stoot in het gezicht. Vanaf dat moment domineerde hij het gevecht en kon alle worsteltechnieken tegenhouden. Alle juryleden scoorden het gevecht 30-27 voor Saffiedine.
Saffiedines volgende gevecht was tegen gedecoreerd worstelaar Tyron Woodley bij Strikeforce Challengers: Woodley vs. Saffiedine op 7 januari 2011. Dit was de eerste keer dat hij de hoofdattractie was in een groot MMA-evenement. Woodley domineerde dankzij zijn worsteltechnieken en versloeg Saffiedine via unanieme jurybeslissing.
Saffiedine zou het daarna opnemen tegen Evangelista 'Cyborg' Santos bij Strikeforce: Feijao vs. Henderson maar het gevecht werd om onduidelijke redenen geannuleerd.
In 2011 en 2012 versloeg hij nog drie vechters in Strikeforce via jurybeslissingen; Scott Smith bij 'Strikeforce: Fedor vs. Henderson, Tyler Stinson bij Strikeforce: Rockhold vs. Jardine en Roger Bowling bij Strikeforce: Rousey vs. Kaufman.
Na deze reeks overwinningen mocht hij strijden om de titel in het weltergewicht van Strikeforce op 12 januari 2013. Omdat de organisatie na dit evenement zou worden opgedoekt en dit gevecht de hoofdact was, zou dit het allerlaatste Strikeforce-gevecht ooit worden. De kampioen op dat moment was MMA-veteraan en voormalig UFC-titelkandidaat Nate Marquardt. Saffiedine was de underdog maar doordat hij veel krachtige low kicks wist te landen haalde hij veel mobiliteit uit de benen van Marquardt weg en won na vijf ronden de unanieme jurybeslissing en daarmee het kampioenschap.

### Ultimate Fighting Championship
Kort na het laatste Strikeforce-evenement werd bekendgemaakt dat Saffiedine een van de vechters was die naar de UFC, de grootste MMA-organisatie ter wereld, mocht komen.
Zijn eerste UFC-gevecht zou plaatsvinden op 27 juli 2013 tegen MMA-veteraan Robbie Lawler maar Saffiedine blesseerde zich tijdens de training en werd vervangen door Siyar Bahadurzada. Ook Bahadurzada blesseerde zich en werd vervangen door Bobbie Voelker.
Saffiedine zou zijn UFC-debuut maken op 4 januari 2014 tegen Jake Ellenberger in de hoofdact van vijf ronden bij UFC Fight Night 34. In november 2013 liep Ellenberger echter een hamstringblessure op en trok zich terug. Hij werd vervangen door de Zuid-Koreaan Hyun Gyu Lim. Saffiedine maakte net als in zijn gevecht tegen Marquardt veelvuldig gebruik van low kicks en er waren enkele momenten in het gevecht waarbij de benen van de Koreaan het begaven. Hij hield echter vol tot de laatste bel en wist Saffiedine aan het eind bijna nog te vloeren met enkele stoten. Saffiedine won het gevecht uiteindelijk via een unanieme jurybeslissing.

## Kampioenschappen en prestaties
- Strikeforce
  - Strikeforce Welterweight Championship (1x, laatste ooit)
  - Laatste gevecht in de geschiedenis van Strikeforce
- Ultimate Fighting Championship
  - Fight of the Night (1x)